# Міжнародний атомний час
Міжнародний атомний час (фр. Temps Atomique International; TAI) — шкала часу, яку визначає Міжнародне бюро мір і ваг на основі інтеграції деякої кількості атомних годинників різних лабораторій світу.
Офіційно шкалу запроваджено 1972 року, хоча фактично атомний час відлічують із 1955 року.
Фундаментальною одиницею TAI обрано секунду системи SI на рівні геоїда, що обертається. Окремі еталони мають дещо різний хід, але в цілому шкала доволі стабільна (5× 10-15).
За рішенням XII Генеральної конференції мір і ваг 1967 року одиниця TAI — 1 атомна секунда — дорівнює тривалості 9 192 631 770 періодів випромінювання, відповідного переходу між двома надтонкими рівнями основного стану атома цезію-133.
Нульпункт шкали TAI обрано таким чином, щоб атомний час на 1 січня 1958 року якомога точніше збігався зі всесвітнім часом UT2. 
Ефемеридний час (ET) пов'язаний з атомним часом (TAI) таким співвідношенням:
ET = TAI + 32,184 c.

## Вимірювання
Із 1973 року TAI обчислюється як середньозважене значення показників атомних годинників у лабораторіях світу. Наприклад, 2006 року BIPM усереднював показники 300 годинників із 65 лабораторій. Більшість годинників, що беруть участь у дослідженні, є цезієвими. Годинники порівнюють за допомогою сигналів GPS методом двосторонньої супутникової передачі часу та частоти (англ. TWSTFT). Завдяки усередненню сигналів TAI на порядок стабільніший за найкращий годинник, що входить до його складу.
Кожна з установ-учасниць передає в режимі реального часу частотний сигнал із часовими кодами, що є їхньою оцінкою TAI. Часові коди зазвичай публікують у формі UTC, яка відрізняється від TAI на відому цілу кількість секунд. Ці часові шкали позначають як UTC(NPL), де NPL позначає Національну фізичну лабораторію. Форма TAI може позначатися як TAI(NPL). Слід відрізняти позначення TAI(NPL) від TA(NPL) — останнє позначає незалежну атомну шкалу часу, не синхронізовану з TAI або з чимось іншим.
Годинники в різних установах регулярно звіряють один з одним. Міжнародне бюро мір і ваг об'єднує ці виміри для ретроспективного обчислення середньозваженого значення, яке формує найбільш стабільну шкалу часу. Кожному атомному годиннику, що бере участь в обчисленні TAI, призначають вагу, яка є функцією нестабільності його частоти. Така процедура дозволяє виключити короткострокову нестабільність будь-якого годинника. Комбіновану шкалу часу публікують щомісяця в Циркулярі T у вигляді таблиць різниць для кожного з годинників, які застосовуються для обчислення стандарту. У тому ж циркулярі наводять таблиці TAI - TA(k), для різних несинхронізованих атомних шкал часу.
Помилки в публікації можуть бути виправлені шляхом перевидання помилкового Циркуляра Т або шляхом виправлення помилок у наступному Циркулярі Т. Після публікації в Циркулярі Т шкала TAI не переглядається. Озираючись назад, можна виявити помилки в TAI і зробити кращі оцінки справжньої правильної шкали часу. Оскільки опубліковані циркуляри є остаточними, кращі оцінки не створюють ще одну версію TAI; натомість вважається, що вони створюють кращу реалізацію земного часу (англ. Terrestrial Time).

## Історія
Перші атомні шкали часу складалися з кварцових годинників, частота яких калібрувалася одним атомним годинником; атомні годинники не працювали безперервно. Атомні служби хронометражу почали експериментально працювати в 1955 році з використанням першого атомного годинника на основі цезію в Національній фізичній лабораторії, Велика Британія (NPL). Його застосували як основу для калібрування кварцових годинників у Гринвіцькій королівській обсерваторії і для встановлення часової шкали, яка отримала назву «Гринвіцький атомний час» (Greenwich Atomic, GA). Військово-морська обсерваторія США почала застосовувати шкалу A.1 13 вересня 1956 року, використовуючи комерційний атомний годинник Атоміхрон, після чого 9 жовтня 1957 року Національне бюро стандартів (англ. National Bureau of Standards) запровадило шкалу NBS-A.
У липні 1955 року Міжнародне бюро часу (BIH) започаткувало шкалу часу Tm або AM, використовуючи як місцеві цезієві годинники, так і порівняння з віддаленими годинниками за допомогою фази наддовгих радіохвиль. Шкали BIH, A.1, і NBS-A було визначено таким чином, щоб на початок 1958 року вони якомога точніше збігалися зі всесвітнім часом UT1. Процедури, які застосовувало BIH, розвивалися, і назва шкали часу змінювалася: A3 у 1964 році[10] та TA(BIH) у 1969 році.
Секунда СІ була перевизначена в термінах частоти випромінювання атома цезію в 1967 році. У 1971—1975 роках Генеральна конференція мір і ваг та Міжнародний комітет мір і ваг ухвалили низку рішень, які позначили шкалу часу BIPM як Міжнародний атомний час (TAI).
У 1970-х роках стало зрозуміло, що через гравітаційне уповільнення часу годинники, які беруть участь у TAI, ідуть із різною швидкістю, а об'єднана шкала TAI, таким чином, відповідає середньому значенню висот різних годинників. Починаючи з юліанської дати 2443144.5 (1 січня 1977 року 00:00:00) до показників усіх годинників, що брали участь у дослідженні, було застосовано поправки, щоб TAI відповідав часу на рівні геоїда (середньому рівні моря). Оскільки годинники здебільшого перебували значно вище рівня моря, це означало, що TAI сповільнився приблизно на одну трильйонну частку. Колишню (невиправлену) шкалу часу продовжують публікувати під позначенням EAL (фр. Échelle Atomique Libre, що означає «Вільна атомна шкала»)[13].
Момент, коли почала застосовуватися гравітаційна поправка, слугує епохою для барицентричного координатного часу (TCB), геоцентричного координатного часу (TCG) і земного часу (TT), які з 2006 року являють собою три фундаментальні часові шкали в Сонячній системі. [14] Усі три шкали часу були визначені як JD 2443144.5003725 (1 січня 1977 року 00:00:32,184), саме в такий момент. TAI відтоді став реалізацією TT, з рівнянням TT(TAI) = TAI + 32,184 с.[15].
Подальше існування TAI було поставлено під сумнів у листі 2007 року від BIPM до ITU-R, в якому зазначалося: «У разі перевизначення UTC без високосних секунд, CCTF[прояснити: ком.] розгляне можливість обговорення можливості придушення TAI, оскільки він залишиться паралельним до неперервного UTC»[джерело?][16].

## Відношення до UTC
На відміну від TAI, UTC є переривчастою шкалою часу — вона час від часу коригується високосними секундами. Між цими коригуваннями вона відрізняється від атомного часу на постійну величину. 
Від початку існування у 1961 році до грудня 1971 року коригування UTC здійснювали регулярно з точністю до частки секунди, так щоб UTC залишався близьким до UT2. Згодом ці поправки стали робити тільки в цілих секундах, щоб утримувати UTC близьким до всесвітнього часу UT1 (початок доби за UTC має збігатися з початком доби за UT1). Це було компромісне рішення для публічної трансляції часових шкал. Рідші цілосекундні коригування означали, що UTC буде стабільнішим і його простіше синхронізувати на міжнародному рівні. А оскільки він залишається наближеним до UT1, то задачі, які потребують всесвітнього часу (такі як навігація), можуть задовольнятися публічною трансляцією UTC[17][джерело?].